# Newtontelescoop

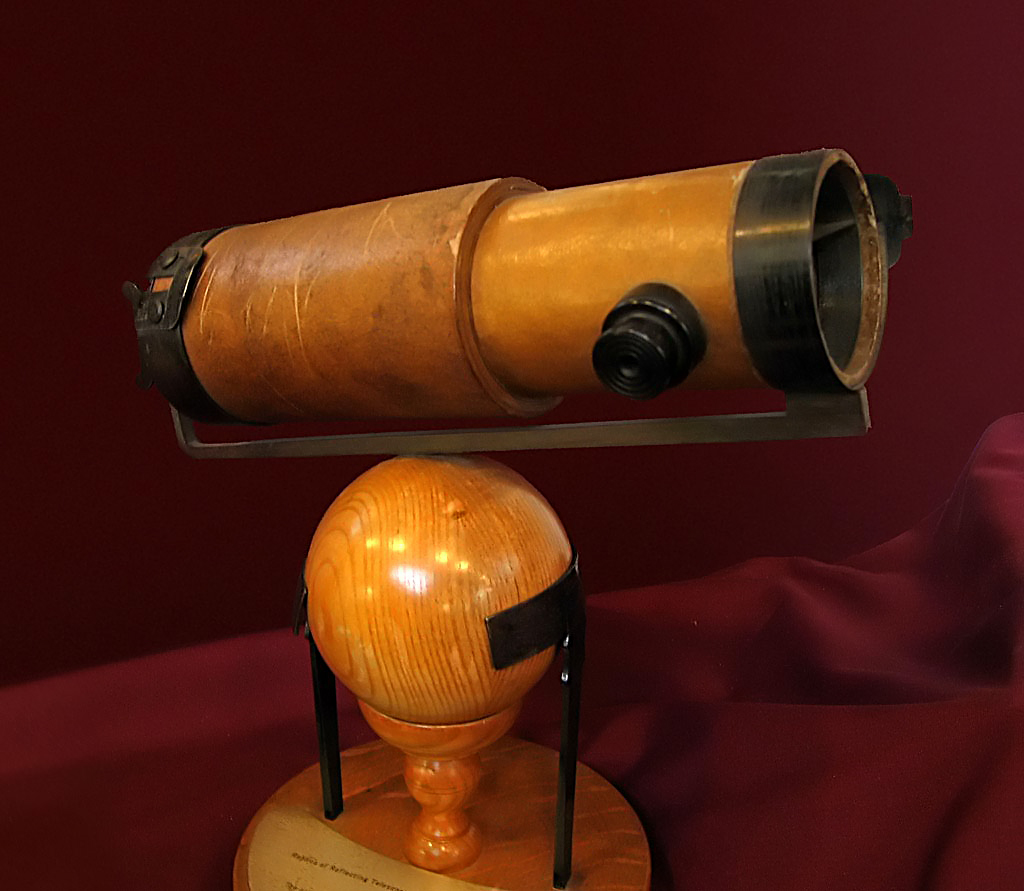
Replica van Isaac Newtons telescoop uit 1672

Newtontelescoop

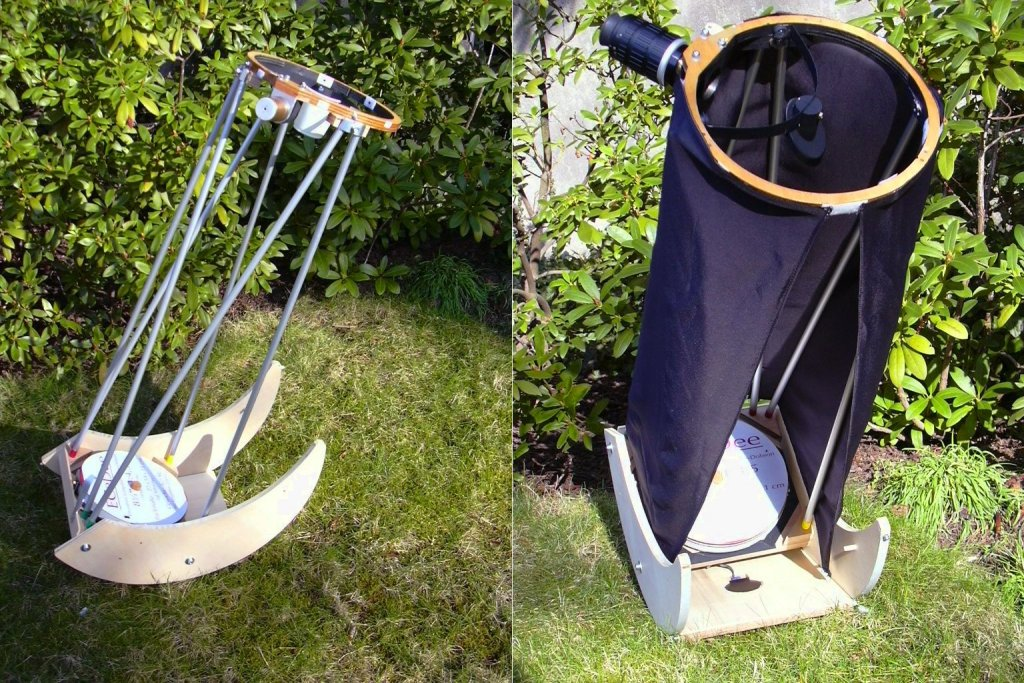
Moderne zelfbouw-Newtontelescoop op Dobsonmontering

De Newtontelescoop is een spiegeltelescoop, uitgevonden door de Britse fysicus Sir Isaac Newton (1643-1727). Dit type telescoop maakt gebruik van een paraboloïdische hoofdspiegel en een vlakke vangspiegel.

## Voordelen
- Newtontelescopen zijn meestal goedkoper dan andere typen van vergelijkbare kwaliteit en opening.
- Een hoofdspiegel van goede kwaliteit kan met de hand gemaakt worden door een amateurastronoom.
- Een korte brandpuntsafstand is mogelijk, dat geeft een helder beeld en grote beeldhoek.
- Een lange brandpuntsafstand geeft uitstekende beelden van de planeten.
- Een spiegel heeft geen last van chromatische aberratie, i.t.t. een refractor.
- Het oculair zit bovenaan de kijkerbuis, en dat maakt een korte (en dus stabiele) montering en opstelling mogelijk.
- De zware hoofdspiegel zit onderaan, en dat maakt grote, draagbare kijkers mogelijk. Een telescoop met een Dobsonmontering kan een spiegel van 1 meter hebben.
- Collimatie is relatief eenvoudig.

## Nadelen
- Newtontelescopen hebben last van coma, een beeldfout die sterbeelden geeft die meer V-vormig zijn naarmate het sterbeeld zich verder van de optische as bevindt. Bij een openingsverhouding van f/6 of meer wordt coma beschouwd als verwaarloosbaar voor visueel en fotografisch werk. Bij een openingsverhouding van f/4 vertonen Newtontelescopen een aanzienlijke hoeveelheid coma. Ook kan een coma-corrector worden toegepast, waarmee de beeldscherpte aanzienlijk kan worden verbeterd.
- De vangspiegel en de ophanging ervan blokkeren en verstrooien een deel van het invallende licht. Dit vermindert het contrast van het beeld en kan tot artefacten zoals diffractiesterren leiden.